# Monica De Coninck
Monica Josephine Louis De Coninck (Oostende, 21 maart 1956) is een Belgisch voormalig politica voor sp.a.

## Levensloop
Monica De Coninck groeide op in het Volkshuis van Heist-aan-Zee, waar haar vader Julien De Coninck (BSP) gemeenteraadslid was. Ze was de oudste in een gezin met vijf kinderen. 
Ze studeerde in 1979 af als licentiate en in 1980 als geaggregeerde in de moraalwetenschappen aan de Rijksuniversiteit Gent. Eind jaren 1970 ging ze voor het eerst voor de klas staan. Van 1979 tot 1987 was ze lerares zedenleer in verscheidene scholen, onder andere in Aalst, Brussel, Sint-Niklaas en Antwerpen (Ekeren). Van 1988 tot 1994 was De Coninck aan de slag in het jeugdwerk als gedetacheerde bij het secretariaat van het Socialistisch Jeugdverbond (SJV).
Midden jaren 1990 kwam ze terecht op het kabinet van Leo Peeters (SP), toen Vlaams minister in de regering-Van den Brande IV. Van 1995 tot 1999 was ze adviseur armoedeproblematiek en stedelijk beleid. In augustus 2000 werd De Coninck benoemd tot adjunct-kabinetschef op het kabinet van Charles Picqué (PS), toen minister in de regering-Verhofstadt I. Ze bleef dit tot in maart 2001.

### Politieke carrière
Van oktober 1994 tot april 2001 zetelde De Coninck in de Antwerpse provincieraad en van 1991 tot 2001 was ze districtsraadslid in Ekeren. Vanaf april 2001 was ze voorzitster van het Antwerpse OCMW. In oktober 2006 werd ze verkozen in de gemeenteraad van de stad Antwerpen, waar ze tot eind 2018 bleef zetelen. Van januari 2007 tot december 2011 was ze er schepen van sociaal beleid, diversiteit, loketten en opnieuw OCMW-voorzitter. Als schepen werd ze opgevolgd door Güler Turan en als OCMW-voorzitster door Leen Verbist. Monica De Coninck was eveneens van 2004 tot 2011 voorzitter van het Ziekenhuis Netwerk Antwerpen en van 2007 tot 2011 voorzitter van het Zorgbedrijf Antwerpen.
In december 2011 volgde ze Joëlle Milquet (cdH) op als minister van Werk in de regering-Di Rupo. Haar benoeming werd als een verrassing beschouwd, aangezien op voorhand gespeculeerd werd dat de ministerpost naar Caroline Gennez zou gaan. Ze werd op 14 oktober 2014 opgevolgd door CD&V-politicus Kris Peeters, die de overstap maakte van het Vlaamse naar het federale niveau.
Bij de verkiezingen van mei 2014 trok De Coninck de sp.a-lijst voor de Kamer van volksvertegenwoordigers in de kieskring Antwerpen en werd verkozen met 35.441 voorkeurstemmen. Ze bleef er zetelen tot 25 april 2019. Eerder zetelde ze van 7 december 2006 tot 10 juni 2007 in de Kamer ter opvolging van Inga Verhaert. Bij de verkiezingen van mei 2019 stond ze op de voorlaatste plaats van de sp.a-lijst voor het Europees Parlement.

### Na de politiek
In 2017 werd De Coninck voorzitter van de vzw LUNA, de fusievereniging van Nederlandstalige abortuscentra.
In 2020 volgde ze Fred Erdman op als lid van de Federale Deontologische Commissie. Haar mandaat werd in 2022 verlengd.
Verder bekleedt of bekleedde De Coninck bestuursmandaten bij het Festival van Vlaanderen Brussel (Klarafestival) en de Koninklijke Maatschappij voor Landbouw en Plantkunde.

## Privé
Ze is gehuwd en moeder van een zoon.

## Eretekens
- België: commandeur in de Leopoldsorde (2015)